# Кольвож (приток Поруба)
Кольвож, Коль-Вож — река в России, протекает в Прилузском районе Республики Коми. Устье реки находится в 68 км по левому берегу реки Поруб. Длина реки составляет 34 км.
Исток реки в таёжном массиве среди холмов Северных Увалов неподалёку от границы с Архангельской областью в 13 км к югу от посёлка Широкий Прилук. Исток находится на водоразделе рек Юг и Вычегда. Русло сильно извилистое, генеральное направление в верхнем течении — юг, затем река поворачивает на юго-восток, а в нижнем течении — на юго-запад. Всё течение проходит по ненаселённому холмистому таёжному массиву. Впадает в Поруб в 20 км к северо-западу от села Спаспоруб.

## Данные водного реестра
По данным государственного водного реестра России и геоинформационной системы водохозяйственного районирования территории РФ, подготовленной Федеральным агентством водных ресурсов:
- Бассейновый округ — Двинско-Печорский
- Речной бассейн — Северная Двина
- Речной подбассейн — Малая Северная Двина
- Водохозяйственный участок — Юг
- Код водного объекта — 03020100212103000012570